# Ляо-чжай-чжи-и
«Ляо-чжай-чжи-и» («Ляо-Чжай»; в русском переводе «Описание чудесного из кабинета Ляо», в западных переводах — «Повести о странном из кабинета Ляо») — название книги китайского новеллиста Пу Сунлина, по прозвищу Лю-цюань (1640—1715), родом из провинции Шаньдун.

## О произведении
Пу Сунлин, автор «Ляо-чжай-чжи-и», получил классическое образование и принадлежал к бюрократическому сословию ученых. 16 томов его произведений заключают более 400 новелл, которые не представляют собой оригинального жанра, а являются лишь блестящей стилизацией фантастических китайских новелл VIII—IX вв. Тематика «Ляо-чжай-чжи-и», ограниченная почти исключительно родной провинцией писателя и его же эпохой, использует расхожие сюжеты народного фольклора и фантастику народных сказок. Лисицы-оборотни, бесы, волшебники, странные случаи — вот основные мотивы «Ляо-чжай-чжи-и», и недаром первоначально книга называлась иначе: «Гуй-ху чжуань», то есть истории о бесах и лисицах. «Ляо-Чжай» черпает свои сюжеты также из даосизма (одного из религиозных течений Китая).
Сугубо-изощрённый, насыщенный литературными условностями и цитатами язык «Ляо-чжай-чжи-и» был рассчитан, конечно, не на широкую массу, а на очень узкий круг читателей, и весь интерес книги для знатоков классики заключался именно в этой литературной изысканности, превратившей материал народного по существу эпоса в книгу для немногих эстетов из числа образованных верхов феодальной бюрократии.
Сборник Пу Сунлина «Ляо-чжай-чжи-и» до первого ксилографического издания в 1766 году расходился в рукописях. Единственный сохранившийся полный список относится к 1752 году.
В 1955 году в КНР опубликована была первая подлинная авторская рукопись «Ляо-чжай-чжи-и». Она была найдена в 1948 году, после освобождения уезда Сифэн на северо-востоке Китая, в крестьянском доме. Сличение надписи, сделанной Пу Сунлином на известном его портрете, со знаками рукописи, подтвердила принадлежность последней самому автору, вписавшему своею рукой также и замечания видного критика XVII — начала XVIII века Ван Шичжэня. К сожалению, обнаружена лишь часть рукописи, содержащая около половины рассказов о чудесах. В 1962 году вышло в свет подготовленное Чжан Юхэ новое, трехтомное издание «Ляо-чжай-чжи-и», в котором сведены были воедино все наличествующие комментарии, а тексты сверены с авторской рукописью.
Будучи популярными в старом Цинском Китае, новеллы «Ляо-Чжай» неоднократно переводились на иностранные языки.
Наиболее удачным русским переводом является перевод известного отечественного филолога-китаеведа акад. В. М. Алексеева, публиковавшийся отдельными сборниками в 1922 («Лисьи чары»), 1923 («Монахи-волшебники»), 1928 («Странные истории») и 1937 («Рассказы о людях необычайных») гг., а затем неоднократно переиздававшийся советским издательством «Художественная литература» под редакцией ученика В. М. Алексеева востоковеда Н. Ф. Федоренко и др..
Из более чем 400 новелл Пу Сунлина, многие из которых имеют фривольное содержание, из-за чего сборники их официально были запрещены к публикации в самом Китае ещё в XVIII веке, В. М. Алексеевым переведено было около половины, опубликовано всего 158. В 2000 году Центром «Петербургское Востоковедение» выпущено было единственное на сегодняшний день полное однотомное собрание всех переводов новеллистики Пу Сунлина В. М. Алексеевым, которое, однако, не отражает, как было сказано выше, абсолютно всего творчества знаменитого китайского писателя.
В 1961 году издательством «Художественная литература» были изданы под редакцией известного синолога Л. Д. Позднеевой выполненные П. М. Устином и А. А. Файнгаром новые переводы 49 новелл Пу Сунлина (Ляо Чжая), 48 из которых ранее на русском языке не издавались.

## Публикации на русском языке
- Ляо-Чжай. Лисьи чары / Пер. с кит. В. М. Алексеева. — Петроград: Изд-во «Всемирная литература», 1922. — 160 с.
- Ляо-Чжай. Монахи-волшебники / Пер. с кит. В. М. Алексеева. — Петроград: ОГИЗ, 1923. — 280 с.: ил. — (Всемирная литература).
- Ляо-Чжай. Странные истории / Пер. с кит. В. М. Алексеева. — Л.: ОГИЗ, 1928.
- Ляо-Чжай. Рассказы о людях необычайных / Пер. с кит. В. М. Алексеева. — М.: Изд-во АН СССР, 1937. — 494 с.
- Пу Сун-Лин. Рассказы о людях необычайных / Пер. с кит. акад. В. М. Алексеева. Под ред. Н. Ф. Федоренко. — М.: Гослитиздат, 1954. — 284 с.
- Пу Сун-Лин. Лисьи чары. Странные истории/ Пер. с кит. акад. В. М. Алексеева. Под ред. Н. Ф. Федоренко. — М.: ГИХЛ, 1955. — 296 с.
- Пу Сун-лин. Монахи-волшебники. Рассказы о людях необычайных / Пер. с кит. акад. В. М. Алексеева. Под ред. Н. Ф. Федоренко. — М.: ГИХЛ, 1957. — 564 с.: ил.
- Пу Сун-лин. Новеллы / Пер. с кит. П. М. Устина, А. А. Файнгара. Под ред. Л. Д. Позднеевой. — М.: Художественная литература, 1961. — 384 с.: ил.
- Пу Сун-лин. Рассказы Ляо Чжая о чудесах / Пер. с кит. акад. В. М. Алексеева. Сост. Л. З. Эйдлин. — М.: Художественная литература, 1973. — 576 с.: ил.
- Пу Сунлин. Рассказы Ляо Чжая о необычайном / Пер. с кит. В. М. Алексеева. Сост. М. В. Баньковской. — М.: Художественная литература, 1988. — 560 с.: ил. — (Библиотека китайской литературы). — ISBN 5-280-00369-7.
- Пу Сунлин. Монахи-волшебники. Рассказы о людях необычайных / Пер. с кит. В. М. Алексеева. Сост. Н. Ф. Федоренко. — М.: Правда, 1988. — 560 с.: ил.
- Пу Сун-лин. Наваждение за наваждением: Новеллы / Пер. с кит. В. М. Алексеева. Вступ. ст. Ю. А. Сорокина. — М.: Педагогика-пресс, 1994. — 238 с. : ил. — ISBN 5-7155-0634-4.
- Пу Сун-лин. Странные истории из Кабинета Неудачника (Ляо Чжай чжи и) / Пер. с кит. В. М. Алексеева. Сост. М. В. Баньковской. — СПб.: Центр «Петербургское Востоковедение», 2000. — 784 с.: ил. — ISBN 5-85803-092-0. — 1500 экз. [Наиболее полное издание, включает 158 новелл]
- Пу Сун-лин. Рассказы Ляо Чжая о чудесах. — СПб.: Азбука, 2000. — 400 с. — (Азбука-классика). — ISBN 5-267-00061-2.
- Пу Сун-лин. Искусство лисьих наваждений: Китайские предания о чудесах / Пер. с кит. В. М. Алексеева. — М.: Эксмо, 2003. — 430 с.: ил. — (Антология мудрости). — ISBN 5-699-01626-0.
- Пу Сун-лин. Странные истории. Рассказы о людях необычайных / Пер. с кит. В. М. Алексеева. — М.: Изд-во «Восточная литература», 2007. — 400 с. — ISBN 978-5-02-018540-1.
- Пу Сун-лин. Лисьи чары. Монахи-волшебники. / Пер. с кит. В. М. Алексеева. — М.: Изд-во «Восточная литература», 2008. — 320 с. — ISBN 978-5-02-018539-5.
- Пу Сунлин. Странные истории Ляо Чжая / Пер. с кит. В. М. Алексеева. Под ред. Б. Л. Рифтина. — М.: Изд-во «Восточная литература», 2018. — 845 с. — (Библиотека китайской литературы). — ISBN 978-5-9907945-6-6.